# Juliana Silveira
Juliana Bragança Saúda Silveira (Santos, 12 de março de 1980) é uma atriz e cantora brasileira. Começou a carreira em 1993, como assistente de palco da apresentadora Angélica nos programas Casa da Angélica, TV Animal e Passa ou Repassa, do SBT, e Angel Mix, da Rede Globo. Sendo Angelicat nos programas Casa da Angélica entre 1993 e 1995 e Angel Mix entre 1996 e 1998. Em 2002, ganhou destaque na nona temporada do seriado Malhação, interpretando a protagonista Júlia. Entre 2005 e 2006, esteve a frente da telenovela Floribella, na Band, onde também se lançou como cantora.
Em 2007, assinou com a Rede Record e passou pela novela interpretou a cantora Lucky Star na novela Luz do Sol. No ano seguinte, 2008, viria a dar vida a protagonista Carolina de Chamas da Vida, uma das maiores audiências da emissora. Em 2012, esteve em Balacobaco, repetindo a parceria de protagonista e vilã com Bárbara Borges dez anos depois de Malhação. No ano de 2014, deu vida à neonazista Priscila, em Vitória, sendo sua primeira vilã na carreira. Em 2016 entrou para o elenco da novela A Terra Prometida,onde deu vida a vilã Kalési rainha de Jericó.

## Biografia
Nascida e criada em Santos, litoral paulista, numa família de origem portuguesa e italiana, filha de Giselda Bragança Saúda Silveira e Joaquim Silveira Filho. Tem um irmão mais velho chamado Joaquim Silveira Neto.

## Carreira

### 1993–03: Angelicat eMalhação
"Eu era muito fã da Angélica, fui ao programa dela e me chamaram para fazer um teste. Já brincava de imitá-la e fazer as coreografias. Quando um produtor me perguntou se eu topava participar de uma seleção, claro que disse 'sim'"

— Juliana sobre como se tornou Angelicat.
Em 1993 Juliana estava na plateia do programa Casa da Angélica, da apresentadora Angélica no SBT, quando foi abordada por um dos produtores que, ao perceber sua animação, acabou a convidando para fazer um teste para ser assistente de palco. No final do mesmo ano, aos 13 anos, Juliana estreava no programa Casa da Angélica como Angelicat, nome dado as ajudantes de palco da apresentadora Angélica. Em 1995, Juliana saiu do programa Casa da Angélica e do grupo Angelicats e foi transferida para ser assistente de palco de Angélica no programa TV Animal esporadicamente no programa Passa ou Repassa. No entanto, Juliana continuou como Angelicat nos shows e durante as apresentações em programas de televisão. Em 1996, Juliana retornou ao posto de Angelicat na transferência de Angélica para a Rede Globo, para auxiliá-la no programa Angel Mix, onde permaneceu até 1998, quando no mesmo ano, passou nos testes para fezer sua primeira novela Pecado Capital, na qual interpretou a prostituta Dagmar, sua primeira personagem de destaque. No entanto, ainda em 1998, quando ainda era Angelicat, Juliana fez sua estreia como atriz em uma participação especial na novelinha infanto-juvenil Caça Talentos.
Em 2001 fez uma participação no seriado Brava Gente antes de entrar para o elenco da novela Laços de Família como a personagem Patrícia Camps. Ainda em 2001 realizou fez sua estreia no teatro na peça Férias de Verão, onde interpretou a adolescente Cinthia. Em 2002 fez parte da minissérie O Quinto dos Infernos como a camponesa Rosaura. Em 2001 foi escolhida para protagonizar a nona temporada do seriado Malhação como Júlia Miranda, ao lado de Henri Castelli, focando na história do amor de dois jovens de famílias rivais separados por um erro médico. A temporada alcançou uma média de audiência de 28 pontos, a terceira fase de maior pontos da série. A atriz permaneceu no elenco principal da trama durante a décima temporada, a qual havia mudado de protagonista. Em 2003 dedicou-se no teatro a versão brasileira da peça Teen Lover - Confissões Masculinas, onde interpretou a adolescente rebelde Samara.

### 2004–06:Floribellae música

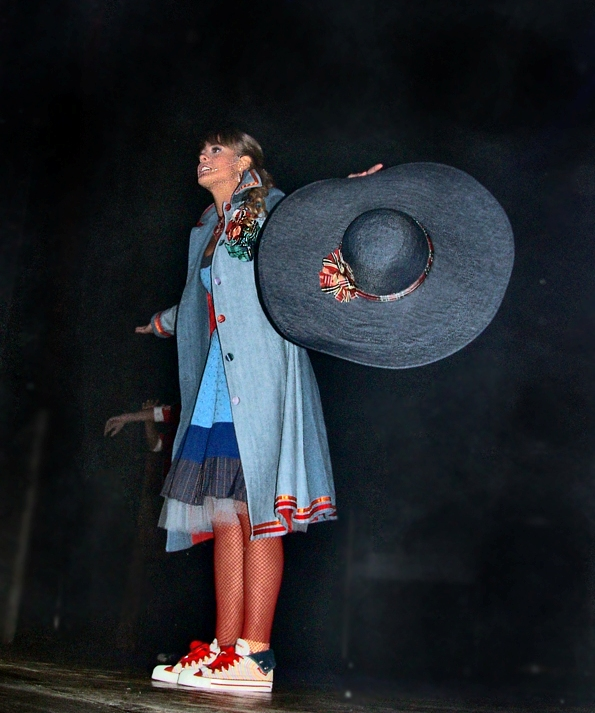
Juliana na turnê Floribella, o Musical, em 2006.

Em 2004, com o final do contrato com a Rede Globo, seguiu pelos palcos protagonizando a peça Cinderela. Logo após realizou testes de elenco na Band, que visava retomar a produção de telenovelas com um lançamento infanto-juvenil. Na ocasião, ao saber que teria que cantar e dançar, a atriz quase desistiu, porém foi convencida pela direção a permanecer, interpretando a canção "Coração de Papelão", do grupo Balão Mágico, para os testes. Logo depois a atriz recebeu a notícia que havia sido escolhida para protagonizar a nova produção e, em 31 de janeiro de 2005 assina contrato com a Band. Na semana seguinte foi anunciado que a telenovela se chamaria Floribella, baseada na original argentina Floricienta, de Cris Morena, e também no conto da Cinderela, em uma versão moderna e urbana. Em fevereiro daquele ano Juliana esteve envolvida em um workshop de duas semanas para construir a protagonista Maria Flor Miranda. Em 4 de abril a atriz estreia protagonizando Floribella, que teve 3,5 pontos de audiência em seu primeiro capítulo. Em entrevista para o Eu Agito, Juliana disse que não imaginava que teria o dom musical: "Foram dois dias só me ambientando. Depois, gravei tudo em quatro dias. Fiquei encantada com a minha voz. Quando ouvi pela primeira vez, falei: 'Não é possível, não sou eu!'". Com o sucesso da novela, Juliana assinou certa de 100 produtos com seu nome e a marca da novela, entre eles a sua sandália, que vendeu 415 mil pares, a boneca com seu nome, que teve 50 mil exemplares, e o álbum de figurinhas com 6 milhões de envelopes vendidos, se tornando um dos nomes mais rentáveis de 2005.

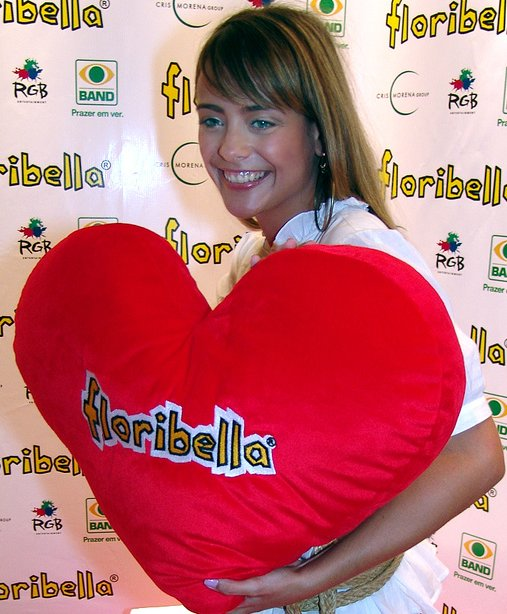
Juliana em 2005.

Em 6 de julho de 2005 lançou seu primeiro trabalho, a trilha sonora Floribella, pela Universal Music. O disco trouxe como singles a canção-tema "Floribela", além de "Meu Vestido Azul", "Porque", que atingiu a posição 37 nas rádios brasileiras, "Pobre dos Ricos", que conquistou o número 88. Ao todo o disco vendeu 200 mil cópias e conquistou o disco de platina pela ABPD. Em 17 de dezembro de 2005 é lançado o primeiro álbum ao vivo para a novela, Floribella Ao Vivo, vendendo ao todo 50 mil cópias e ganhando o disco de ouro. A temporada finalizou com audiência de 7 pontos. Um box com a primeira temporada completa foi lançado pela Universal Music, trazendo quatro discos com os capitulos, extras e também os videoclipes de Juliana. Com o bom retorno de público e comercial, a novela ganhou uma segunda temporada em 2006, a qual ganhou um capítulo adicional aos sábados, porém manteve os 7 pontos. Em 3 de março de 2006 é lançada a segunda trilha sonora, Floribella 2: É pra Você Meu Coração, do qual sairam os singles "É pra Você Meu Coração" e "Te Sinto", além da participação em "Vem Dançar", de Bruno Miguel. O álbum vendeu ao todo 100 mil copias e foi certificado como disco de ouro. Com o termino da segunda temporada Juliana se apresentou com o musical da novela, Floribella, o Musical, que foi exibido como especial de Natal naquele ano e se transformou em DVD. Ainda no final de 2006 a Band cogitou a ideia de realizar uma terceira temporada, porém Juliana não aceitou. Na ocasião a atriz alegou que a história estava completa e era melhor parar no auge para não desgasta-la. Com o fim do contrato a emissora ainda ofereceu uma renovação para estrelar outra novela infanto-juvenil em alguns anos, porém isso não veio a se concretizar.

### 2007–presente: Papéis adultos
No início de 2007 a Rede Globo ofereceu para Juliana um contrato e o convite para integrar o elenco da novela Paraíso Tropical como a prostituta Telma, o qual foi recusado por ela e dado posteriormente para Ísis Valverde. Na ocasião, em entrevista para o Terra, a atriz explicou que a personagem contrastava muito com seu último papel, além de implicar o cancelamento dos contratos com os produtos licenciados com a marca de Floribella: "Não seria o momento ideal, ainda mais logo depois de Floribella. Lá na frente faço todas as prostitutas e fico nua se quiserem. Mas, nesse momento, estaria jogando um trabalho de dois anos no lixo". Juliana ainda tentou negociar com a emissora outro personagem ou integrar outra novela, mas um acordo não foi fechado. No mesmo ano Juliana assina com a Record e passa a integrar o elenco da novela Luz do Sol, onde interpretou Nina, uma universitária que se torna uma cantora famosa internacionalmente sob disfarce e o codinome Lucky Star. Em 1 de maio de 2007 Juliana lança seu primeiro single como artista própria, a canção "I Got What You Need", pela Mr. Ka Produtions. A canção, focada no R&B e cantada em inglês, foi lançada digitalmente nos Estados Unidos, Espanha, França e Reino Unido através do eMusic. Juliana chegou a negociar com a Universal Music seu primeiro álbum, porém este nunca veio a ser lançado devido ao foco na carreira de atriz.
Em 2008 dá partida a uma nova fase de sua carreira ao interpretar sua primeira personagem para o público adulto, a cinegrafista Carolina, protagonista da novela Chamas da Vida, na qual alcançou uma das maiores audiências da emissora. Para dar o ar mais velho da personagem, a atriz aderiu ao corte 'joãozinho' ou pixie com os cabelos curtos. Na metade da novela Juliana torceu o pé e precisou se afastar por algumas semanas das gravações, a qual se explicou com uma viagem de sua personagem, retornando pouco depois já recuperada. Em 2012, depois de retornar da licença-maternidade, encarna a protagonista arquiteta Isabel Vilela em Balacobaco, repetindo a dupla entre mocinha e vilã com Barbara Borges, que também havia feito a antagonista em Malhação dez anos antes. Em 2014 interpretou a primeira vilã de sua carreira, a professora de história Priscila Schiller, em Vitória, uma neonazista com ideais preconceituosos contra negros, homossexuais, nordestinos e judeus, os quais mata e tortura durante a trama. Em 2015, Juliana renova o seu contrato com a Rede Record por mais dois anos. Em 2016 integra o elenco principal de A Terra Prometida, interpretando a rainha Kalési, uma das antagonistas da trama.
Em 2017 integra o time de participantes da primeira temporada do talent show Dancing Brasil. Ainda no mesmo ano fez uma participação na novela Apocalipse interpretando a enfermeira Raquel.
Em 2023, se junta a outras ex-Angelicats para cantar "Vou de Táxi" em homenagem aos 50 anos da apresentadora Angélica, no Domingão com Huck.

## Vida pessoal

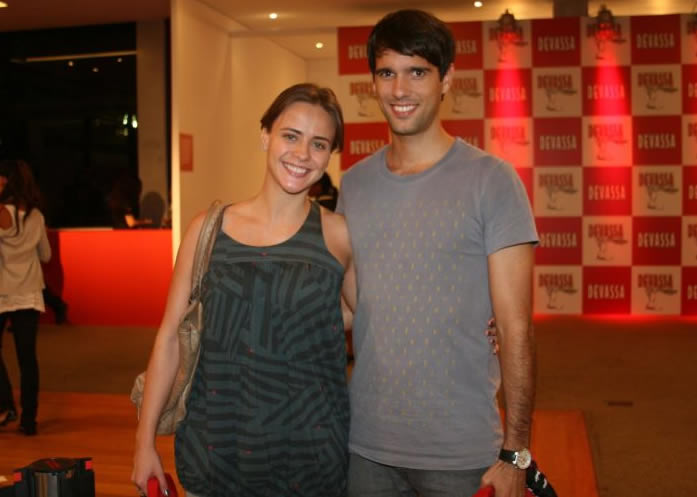
Juliana e o marido João Vergara em 2011.

Em 1997 cursou artes cênicas pela Oficina de Atores da Globo, formando-se e obtendo seu DRT de atriz em 1998. Em 2003 começou a namorar o empresário Rodolfo Medina, com quem veio a se casar em fevereiro de 2005 em Las Vegas, nos Estados Unidos. Porém o casamento durou poucos meses e terminou em julho do mesmo ano. Ainda no final de 2005 Juliana começou a namorar o ator Roger Gobeth, com quem fazia par romântico na mesma novela na época, assumindo o relacionamento publicamente apenas em 2006. Em 2008 Roger pediu Juliana em casamento, iniciando o noivado do casal. O casamento estava marcado para acontecer em setembro de 2009, porém um mês antes foi adiado e, dias depois, o noivado chegou ao fim.
Em agosto de 2010 começou a namorar o designer João Vergara, irmão de sua produtora na época, Inês Vergara. Em novembro do mesmo ano anunciou sua primeira gravidez em seu site, deixando uma mensagem sobre o momento: "Bom, eu me apaixonei. Estou feliz e agora posso dizer que coisas extraordinárias andaram acontecendo". Em 2011 se casou com João em uma cerimônia civil privada. Em 22 de julho de 2011 nasceu seu primeiro filho, Bento Silveira Vergara, com 3,6kg em parto cesárea na Maternidade Perinatal na Barra da Tijuca, no Rio de Janeiro.

## Filmografia

### Televisão
| Ano  | Título                | Personagem                           | Nota                                       |
| ---- | --------------------- | ------------------------------------ | ------------------------------------------ |
| 1993 | Casa da Angélica      | Angelicat (assistente de palco)      |                                            |
| 1995 | TV Animal             | Assistente de palco                  |                                            |
| 1995 | Passa ou Repassa      | Assistente de palco                  |                                            |
| 1996 | Angel Mix             | Angelicat (assistente de palco)      |                                            |
| 1998 | Caça Talentos         | Dani                                 | Episódio: "Guerra dos Sexos"               |
| 1998 | Pecado Capital        | Dagmar                               |                                            |
| 1999 | Malhação.com          | Malu                                 |                                            |
| 1999 | Você Decide           | Carla                                | Episódio: "Sonhos Perdidos"                |
| 1999 | Você Decide           | Lucila                               | Episódio: "O Califa de Caruaru"            |
| 1999 | Você Decide           | Dora                                 | Episódio: "O Lobisomem"                    |
| 1999 | Você Decide           | Samantha                             | Episódio: "Gol de Placa"                   |
| 2000 | Você Decide           | Maria Eduarda                        | Episódio: "Glorinha Vai às Compras"        |
| 2000 | Laços de Família      | Patricia Campos (Patty)              |                                            |
| 2001 | Brava Gente           | Branca Luz                           | Episódio: "O Natal de Arioswaldo"          |
| 2002 | O Quinto dos Infernos | Rosaura                              |                                            |
| 2002 | Malhação              | Júlia Miranda                        | Temporadas 9–10                            |
| 2004 | A Diarista            | -                                    | Produção de Elenco                         |
| 2005 | Floribella            | Maria Flor Miranda (Flor)            |                                            |
| 2007 | Luz do Sol            | Nina Lins de Albuquerque / Luckystar |                                            |
| 2008 | Chamas da Vida        | Carolina Monteiro Azevedo de Castro  |                                            |
| 2012 | Balacobaco            | Isabel Vilela                        |                                            |
| 2013 | Tá Tudo em Casa       | Maria                                | Especial de final de ano                   |
| 2014 | Vitória               | Priscila Schiller                    |                                            |
| 2016 | A Terra Prometida     | Rainha Kalési                        |                                            |
| 2017 | Dancing Brasil        | Participante                         | Temporada 1                                |
| 2017 | Apocalipse            | Raquel Santero Sardes                | Episódios: "11 de dezembro–6 de fevereiro" |
| 2020 | Matches               | Lara                                 | Temporada 1                                |
| 2024 | Estranho Amor         | Laura Vasconcelos (Laurita)          |                                            |

### Internet
| Ano  | Título      | Cargo / Personagem |
| ---- | ----------- | ------------------ |
| 2019 | Ju Silveira | Ela mesma          |
| 2020 | #TdVaiFicar | Débora             |
| 2023 | Kazamigaz   | Ela mesma          |

### Cinema
| Ano  | Título       | Personagem | Notas                |
| ---- | ------------ | ---------- | -------------------- |
| 1999 | Zoando na TV |            | Juntos com as Angels |
| 2019 | Kiara        | Kiara      | Curta-metragem       |

## Teatro
| Ano  | Título                                              | Personagem                      |
| ---- | --------------------------------------------------- | ------------------------------- |
| 2001 | Férias de Verão                                     | Cinthia                         |
| 2003 | Teen Lover - Confissões Masculinas                  | Samara                          |
| 2004 | Cinderela                                           | Cinderela                       |
| 2006 | Floribella, o Musical                               | Maria Flor Miranda              |
| 2025 | Juliana Silveira Canta Floribella- Especial 20 Anos | Maria Flor Miranda (Floribella) |

## Discografia

### Singles
| Título                | Ano  | Álbum                         |
| --------------------- | ---- | ----------------------------- |
| "I Got What You Need" | 2007 | Não adicionado à nenhum album |

### Álbuns
| Álbum                               | Detalhes                                                                                |
| ----------------------------------- | --------------------------------------------------------------------------------------- |
| Juliana Silveira Canta Floribella   | - Lançamento: 22 de abril de 2021 - Formatos: download digital - Gravadora: Midas Music |
| Juliana Silveira Canta Floribella 2 | - Lançamento: outubro de 2021 - Formatos: download digital - Gravadora: Midas Music     |

## Prêmios e indicações
| Ano  | Prêmio                       | Categoria                               | Indicação      | Resultado |
| ---- | ---------------------------- | --------------------------------------- | -------------- | --------- |
| 2002 | Capricho Awards              | Melhor Atriz                            | Malhação       | Indicada  |
| 2002 | Capricho Awards              | Gata Nacional                           | Malhação       | Venceu    |
| 2002 | Melhores do UOL e PopTevê    | Atriz Revelação                         | Malhação       | Indicada  |
| 2005 | Meus Prêmios Nick            | Melhor Atriz                            | Floribella     | Venceu    |
| 2005 | Troféu Imprensa              | Revelação do Ano                        | Floribella     | Indicada  |
| 2006 | Meus Prêmios Nick            | Atriz Favorita                          | Floribella     | Indicada  |
| 2006 | Prêmio Contigo! de TV        | Melhor Atriz                            | Floribella     | Indicada  |
| 2006 | Prêmio Contigo! de TV        | Melhor Par Romântico (com Roger Gobeth) | Floribella     | Indicada  |
| 2008 | Prêmio Contigo! de TV        | Melhor Atriz Coadjuvante                | Luz do Sol     | Indicada  |
| 2009 | Troféu Internet              | Melhor Atriz                            | Chamas da Vida | Indicada  |
| 2012 | Melhores do UOL e PopTevê    | Melhor Atriz                            | Balacobaco     | Indicada  |
| 2013 | Prêmio Contigo! de TV        | Melhor Atriz                            | Balacobaco     | Indicada  |
| 2014 | Prêmio F5                    | Atriz do Ano: Novela                    | Vitória        | Indicada  |
| 2014 | Melhores do Ano Minha Novela | Melhor Vilã(o)                          | Vitória        | Indicada  |
| 2015 | Prêmio Contigo! de TV        | Melhor Atriz                            | Vitória        | Indicada  |